# Dysphania luteomaculata
Dysphania luteomaculata là một loài bướm đêm trong họ Geometridae.